# Євген (Попович)
Євген Мирослав Попович (пол. Eugeniusz Mirosław Popowicz; 12 жовтня 1961, Члухув, Польща) — архієпископ і митрополит Перемишльсько-Варшавський Української греко-католицької церкви.

## Життєпис
Мирослав Попович народився 12 жовтня 1961 року в Члухові в українській родині.
У 1981—1986 роках навчався в Люблінській вищій духовній семінарії. 14 жовтня 1986 року отримав дияконські свячення. 17 жовтня того ж року в Старгарді-Щецінському рукоположений на пресвітера (святитель — архієпископ Мирослав Марусин).
У 1986—1988 роках виконував служіння парафіяльного сотрудника в Ельблонзі та Пасленку.

Єпископський герб владики Євгена Поповича

У 1988—1993 роках навчався в Папському східному інституті в Римі. Здобув ступінь доктора східного канонічного права.
У 1993—1995 роках був судовим вікарієм Львівської архієпархії та викладачем Львівської духовної семінарії.
У 1995—1996 роках був парохом в Ґурові-Ілавецькому та Лелькові. У 1996 році призначений парохом парафії архікатедрального собору в Перемишлі та протосинкелом Перемишльської архієпархії. У 1996 році отримав сан митрофорного протоієрея.
4 листопада 2013 року папа Римський Франциск призначив митрофорного протоієрея Євгена Поповича єпископом-помічником Перемишльсько-Варшавської архієпархії з титулом єпархії Горреа Целія. Єпископська хіротонія відбулася 21 грудня 2013 року в соборі святого Івана Хрестителя в Перемишлі. Головним святителем був Глава УГКЦ, Верховний Архієпископ Києво-Галицький Блаженніший Святослав, а співсвятителями — митрополит Перемишльсько-Варшавський Іван Мартиняк та єпископ Вроцлавсько-Ґданський Володимир Ющак.
7 листопада 2015 року папа Римський Франциск призначив Євгена Поповича архієпископом і митрополитом Перемишльсько-Варшавським УГКЦ.
Крім української, володіє польською, російською, італійською та англійською мовами.